# Народна скупштина Француске Републике
Народна скупштина Француске Републике (фр. Assemblée nationale) је доњи дом дводомног Парламента Француске Републике у оквиру Пете Републике, а горњи дом је Сенат.
Народну скупштину чини 577 посланика, од којих сваког бира једночлана изборна јединица (најмање један по департману) путем двокружног система. Тиме је за апсолутну већину потребно 289 мандата.